# Golden Reel Award per il miglior montaggio sonoro negli effetti sonori
Il Golden Reel Award per il miglior montaggio sonoro negli effetti sonori (Golden Reel Award for Best Sound Editing - Sound Effects) è un premio assegnato annualmente dal 1974 nell'ambito dei Motion Picture Sound Editors ai creatori del miglior montaggio sonoro negli effetti sonori.

## Vincitori e candidati

### 1970
- 1974: L'esorcista (The Exorcist), regia di William Friedkin
- 1975: Una strana coppia di sbirri (Freebie and the Bean), regia di Richard Rush
- 1976: I tre giorni del Condor (Three Days of the Condor), regia di Sydney Pollack
- 1978: Incontri ravvicinati del terzo tipo (Close Encounters of the Third Kind), regia di Steven Spielberg
- 1979: La maledizione di Damien (Damien: Omen II), regia di Don Taylor

### 1980
- 1980: Black Stallion (The Black Stallion), regia di Carroll Ballard
- 1981: The Blues Brothers (The Blues Brothers), regia di John Landis
- 1982: I predatori dell'arca perduta (Raiders of the Lost Ark), regia di Steven Spielberg ex aequo Wolfen, la belva immortale (Wolfen), regia di Michael Wadleigh
- 1983: E.T. l'extra-terrestre (E.T. the Extra-Terrestrial), regia di Steven Spielberg
- 1984
  - Mai gridare al lupo (Never Cry Wolf), regia di Carroll Ballard
  - Maurice Schell - Scarface (Scarface)
- 1985
  - Richard P. Cirincione e Maurice Schell - Le stagioni del cuore (Places in the Heart) ex aequo Il fiume dell'ira (The River), regia di Mark Rydell
  - Maurice Schell - Cotton Club (Cotton Club)
- 1986
  - Ladyhawke (Ladyhawke), regia di Richard Donner
  - Tim Chau - Mad Max - Oltre la sfera del tuono (Mad Max Beyond Thunderdome)
- 1987: Top Gun (Top Gun), regia di Tony Scott
- 1988: Richard Shorr - Predator (Predator)
- 1989:
  - Richard Shorr - Trappola di cristallo (Die Hard)
  - Tim Chau - L'uomo del fiume nevoso (The Man from Snowy River II) e Un grido nella notte (Evil Angels)

### 1990
- 1990:
  - Dody Dorn e Blake Leyh - The Abyss ex aequo Wylie Stateman e Michael Minkler - Nato il quattro luglio (Born on the Fourth of July)
  - Maurice Schell - Vittime di guerra (Casualties of War)
- 1991: Atto di forza (Total Recall), regia di Paul Verhoeven
- 1992: Barton Fink - È successo a Hollywood (Barton Fink), regia di Joel Coen
- 1993: Trappola in alto mare (Under Siege), regia di Andrew Davis
- 1994: Jurassic Park (Jurassic Park), regia di Steven Spielberg
- 1995: Speed (Speed), regia di Jan de Bont
- 1996: Braveheart - Cuore impavido (Braveheart), regia di Mel Gibson ex aequo Allarme rosso (Crimson Tide), regia di Tony Scott
- 1997: Daylight - Trappola nel tunnel (Daylight), regia di Rob Cohen
- 1998: Titanic, regia di James Cameron
- 1999: Salvate il soldato Ryan (Saving Private Ryan), regia di Steven Spielberg

### 2000
- 2000: Matrix (The Matrix), regia di Andy e Larry Wachowski
- 2001: Il gladiatore (Gladiator), regia di Ridley Scott
- 2002: Black Hawk Down - Black Hawk abbattuto (Black Hawk Down), regia di Ridley Scott
- 2003: Era mio padre (Road to Perdition), regia di Sam Mendes
- 2004: Master & Commander - Sfida ai confini del mare (Master and Commander: The Far Side of the World), regia di Peter Weir
- 2005: The Aviator, regia di Martin Scorsese
- 2006: La guerra dei mondi (War of the Worlds), regia di Steven Spielberg
- 2007: Lettere da Iwo Jima (Letters from Iwo Jima), regia di Clint Eastwood
- 2008: The Bourne Ultimatum - Il ritorno dello sciacallo (The Bourne Ultimatum), regia di Paul Greengrass
- 2009: Il cavaliere oscuro (The Dark Knight), regia di Christopher Nolan

### 2010
- 2010: Avatar, regia di James Cameron
- 2011: Inception, regia di Christopher Nolan
- 2012: War Horse, regia di Steven Spielberg
- 2013: Skyfall, regia di Sam Mendes
- 2014: Gravity, regia di Alfonso Cuarón
- 2015: American Sniper, regia di Clint Eastwood
- 2016: Mad Max: Fury Road, regia di George Miller e Revenant - Redivivo (The Revenant), regia di Alejandro González Iñárritu
- 2017: La battaglia di Hacksaw Ridge (Hacksaw Ridge), regia di Mel Gibson
- 2018: Blade Runner 2049, regia di Denis Villeneuve
- 2019: A Quiet Place - Un posto tranquillo (A Quiet Place), regia di John Krasinski